# Filip II Macedoński
Filip II (stgr. Φίλιππος Β΄ ὁ Μακεδών, trb. Philippos B΄ o Makedon, trl. Fílippos B΄ o̔ Makedṓń,́ ur. 382 p.n.e. w Pelli, zm. 336 p.n.e. w Ajgaj) – król Macedonii z dynastii Argeadów (359–336 p.n.e.), polityk, strateg i reformator armii macedońskiej. Dzięki sukcesom w wojnach z sąsiadami powiększył terytorium państwa, tworząc z Macedonii silny organizm państwowy. Ojciec twórcy imperium macedońskiego, Aleksandra Wielkiego.

## Dzieciństwo i młodość
Filip urodził jako najmłodszy syn króla Macedonii Amyntasa III i Eurydyki I. Po śmierci Amyntasa III władzę przejął jego najstarszy syn Aleksander II, który po wyprawie tebańskiego wodza Pelopidasa musiał uznać zwierzchność Teb. W roku 368 p.n.e. wysłał on do Teb 30 zakładników pochodzących z najlepszych macedońskich rodzin, w tym swojego brata Filipa. Gdy Aleksander został zamordowany, władzę w imieniu jego młodszego brata Perdikkasa przejął spokrewniony z rodziną królewską Ptolemeusz z Aloros. W 365 p.n.e. Perdikkas, po zamordowaniu Ptolemeusza, objął samodzielne rządy w państwie. 
W tym czasie Filip przebywał w Tebach w domu Pammenesa. Ten utalentowany dowódca był bliskim przyjacielem Epaminondasa, największego stratega greckiego do czasów Aleksandra. Od Epaminondasa, który często przebywał w domu Pammenesa, Filip nauczył się doceniać rolę zawodowego wyszkolenia w musztrze i taktyce, ścisłego współdziałania jazdy i piechoty, drobiazgowej pracy sztabowej połączonej z szybkością natarcia, a przede wszystkim tego, że najlepszym sposobem na pokonanie przeciwnika jest rozbicie go w jego najsilniejszym, a nie najsłabszym miejscu. W czasie pobytu w Tebach Filip poznał z bliska zasady funkcjonowania greckiej demokracji oraz problemy jakie się z nią wiązały; bezustanne intrygi stronnictw politycznych, brak silnej władzy wykonawczej, niemożność przeforsowania szybkich decyzji w nagłej potrzebie, nieprzewidziane kaprysy zgromadzenia ludowego, system corocznych wyborów, który niemal zupełnie uniemożliwiał rozsądne planowanie na dłuższy okres, doraźne powoływanie kontyngentów wojskowych. W tych kwestiach o wiele lepszym rozwiązaniem była dla niego pogardzana przez Greków monarchia i feudalizm. Gdy Perdikkas odnowił przymierze z Tebami oraz dostarczył im świetnego macedońskiego drewna do budowy floty, wdzięczni Tebańczycy odesłali młodego Filipa do Macedonii.

## Rządy Filipa w Amfaksistis
Za radą przebywającego na macedońskim dworze filozofa Eufrajosa Perdikkas ustanowił Filipa zarządcą Amfaksistis. Był to jeden z okręgów na jakie dzieliła się Macedonia, mający wielkie znaczenie strategiczne dla królestwa. Również za radą Eufrajosa pozwolono Filipowi na rekrutowanie i szkolenie żołnierzy. Miał on do dyspozycji część królewskich sił zbrojnych; hoplitów (pedzetajrów) i doborową jazdę. Powierzoną sobie armię zaczął szkolić w oparciu o uzyskaną w Tebach wiedzę, a także wykorzystując własne pomysły. Reforma uzbrojenia i szkolenia przeprowadzona przez Filipa doprowadziła do powstania słynnej macedońskiej falangi. Powstanie falangi nie było jednak wynikiem jednej konsekwentnie realizowanej wizji, lecz ciągłych eksperymentów i ulepszeń. Filip uzbroił falangitów w 4–5 m pikę (gr. sarisa), okutą z tyłu, dzięki czemu falangita mógł ją trzymać mocno wysuniętą do przodu. Na wyposażenie macedońskiego falangity składały się także hełm z brązu, nagolenniki i tunika. Sarisę trzymano oburącz, a na lewym ramieniu wieszano małą tarczę (gr. pelta). Żołnierze byli ustawieni zwykle w dziesięciu szeregach. W starciu z grecką falangą dzięki zmniejszeniu odległości między falangitami na jedno ostrze greckiej włóczni przypadały cztery ostrza macedońskie. Jazdę Filip wyposażył w 3-metrowe kopie (gr. ksyston lub sarisa) z żelaznym okuciem z tyłu. Dzięki tej innowacji macedońska jazda miała przewagę nad jazdą grecką wyposażoną w 2-metrowe lance. Filip spędził pięć lat w Amfaksistis szkoląc wojsko i odpierając najeźdźców z Tracji i Pajonii. W 360 roku Perdikkas poczuł się na tyle silny, że postanowił najechać na Ilirów. Zgromadził silną armię, w skład której wchodzili również żołnierze szkoleni przez Filipa. Kampania w Ilirii zakończyła się jednak klęską. W bitwie zginął Perdikkas, a wraz z nim 4 tysiące Macedończyków.

## Regencja

Mapa Macedonii

Filip nie brał udziału w bitwie, ponieważ Perdikkas ustanowił go regentem na czas swojej nieobecności. Po śmierci Perdikkasa zgromadzenie Macedończyków wybrało na króla jego nieletniego synka Amyntasa. Regentem małoletniego Amyntasa IV zgromadzenie ustanowiło jego wuja Filipa, który objął rządy w krytycznym dla Macedonii momencie. Granica zachodnia po klęsce Perdikkasa była szeroko otwarta, a znaczna część wojsk szkolonych przez Filipa poległa w bitwie. Król Ilirów Bardylis przygotowywał się do najazdu na Macedonię, a północ kraju plądrowali Pajonowie. Na scenie politycznej pojawiło się aż pięciu pretendentów do tronu. Wśród nich Pauzaniasz i Argajos, synowie Archelaosa I. Pierwszy uzyskał poparcie Kotysa I, króla trackiego plemienia Odrysów, Argajos natomiast przeciągnął na swoją stronę Ateny. Trzema pozostałymi pretendentami do tronu byli przyrodni bracia Filipa; Archelaos, Arridajos i Menelaos, wspierani przez Związek Chalkidycki. Argajos obiecał przekazać Ateńczykom Amfipolis, jeśli zapewnią mu tron. Dla zjednania sobie przychylności Aten Filip rozkazał macedońskiej załodze opuścić miasto, a grabiących północne pogranicze Pajonów przekupił złotem i hojnymi obietnicami. W tym czasie popierający Pauzaniasza król Kotys I padł ofiarą zamachu. Filip przekupił jednego z jego następców, by zgładził Pauzaniasza. Najmniejszym zagrożeniem dla Filipa byli w tym czasie jego przyrodni bracia, ponieważ popierający ich Związek Chalkidycki zajęty był w tym czasie wojną z Atenami. Dzięki swoim działaniom Filip uzyskał czas na zgromadzenie sił mogących odeprzeć Ateńczyków. Zgromadzenie w Atenach zadecydowało o wysłaniu 3 tys. hoplitów oraz „sporej floty” pod dowództwem Mantiasa. W trakcie przygotowań do wyprawy dotarła do Aten wiadomość o opuszczeniu przez Macedończyków Amfipolis. Ateńczycy przyjęli wiadomość z zadowoleniem, ale planów nie zmienili, a ich armia wylądowała w Methone. Mantias wraz z hoplitami pozostali w mieście, natomiast Argajos w towarzystwie macedońskich emigrantów i najemników udał się do starej stolicy Macedonii, Ajgaj. W mieście jednak nikt się do niego nie przyłączył. Postanowił więc powrócić do Methone. Drogę powrotną zagrodził mu jednak Filip, który zajął strategiczny punkt na drodze między Ajgaj a Methone. W bitwie Argajos został pokonany, a część jego armii – głównie najemnicy – została odcięta na wzgórzu ok. 14 km od Methone. Filip zaproponował im pokój i bezpieczeństwo, jeśli tylko wydadzą mu Argajosa oraz macedońskich emigrantów, którzy z nim przybyli. Również ateńscy obserwatorzy towarzyszący armii mogli odejść wolni. Najemnicy przystali na warunki pokoju. Niemogący nic więcej zdziałać Ateńczycy zawarli pokój z Filipem, a on sam oznajmił, że nie rości sobie żadnych pretensji do Amfipolis.

### Wojna z Bardylisem
Po uporaniu się z innymi problemami Filip skoncentrował się na przygotowaniach do wojny z Ilirami. W tym czasie Bardylis I, król Ilirów, przygotowywał swoją armię do wyprawy na Macedonię. Najważniejszym zadaniem dla Filipa była odbudowa macedońskiej armii, zdemoralizowanej niedawną klęską. Na miejsce poległych w bitwie Macedończyków zaciągnął 4 tys. nowych rekrutów. Ćwiczył ich w szyku falangi, a także wyposażył w sarisę oraz małą tarczę. Szkolenie obejmowało codzienny 55 km marsz. Na dziesięcioosobowy oddział przypadał tylko jeden tragarz, a konny hetajros mógł mieć tylko jednego giermka. Jeździe kazał ćwiczyć walkę kopią. Pierwszym sprawdzianem dla nowej armii była wyprawa na Pajonię. W 358 nadeszły do Macedonii wieści o śmierci króla Pajonów. Filip postanowił wykorzystał sytuację i zanim nowy król umocnił swoją władzę, dokonał najazdu na Pajonię i podporządkował sobie ten kraj.
Na wyprawę przeciwko Bardylisowi I Filip zabrał 10 tys. pieszych oraz 600 konnych. Jego szybki atak zaskoczył Ilirów, którzy byli jeszcze w trakcie przygotowań do wyprawy na Macedonię. Bardylis zaproponował Filipowi powrót do status quo ante. W odpowiedzi Filip zażądał, by Ilirowie opuścili wszystkie okupowane przez nich miasta Macedończyków. Bardylis wyruszył więc przeciwko Filipowi wraz z 10 tys. doborowej piechoty i 500 konnymi. Obie armie spotkały się na równinie Linkos. 

Obszar Macedonii po zwycięstwie Filipa nad Bardylisem.

Dzięki doskonałej strategii Filip zwyciężył Ilirów, których poległo w bitwie 7 tys. Bardylis, któremu udało się zbiec, zmuszony był prosić o pokój. Na mocy zawartego porozumienia Ilirowie opuścili wszystkie zajmowane przez nich miasta Macedończyków. Traktat przypieczętowano ślubem Filipa z Eurydyką II (Audata), wnuczką dziewięćdziesięciokilkuletniego Bardylisa. Filip włączył do królestwa wszystkie plemienne małe państwa Górnej Macedonii, tym samym znosząc lokalne monarchie, a mieszkańcom nowych ziem zapewnił takie same prawa i przywileje, jakie przysługiwały Macedończykom ze starego królestwa. Arystokraci pochodzący ze zdobytych ziem zostali wcieleni do macedońskiej armii, gdzie służyli jako kawalerzyści. Na obszarze Górnej Macedonii Filip zakładał wiele nowych miast, a okoliczną ludność zachęcał do ich zasiedlania. W miastach szkolono oddziały straży miejskiej, a najbardziej wyróżniających się mężczyzn werbowano do królewskich sił zbrojnych. Tam służyli w oddziałach falangi. Najbogatszym i najbardziej rozwiniętym z niewielkich państw przyłączonych było Elimeotis. Filip wziął sobie za żonę Filę, pochodzącą z rodu panującego dawniej w tej krainie. Po kampanii iliryjskiej terytorium, bogactwo, a także zasoby ludzkie państwa zwiększyły się dwukrotnie.

## Filip wykorzystuje konflikty w polis

### Działania Filipa w latach 358–357
W 358 p.n.e. Związek Tesalski poprosił Filipa o pomoc w walce z tyranami z Feraj. Filip przybył do Tesalii wraz z armią, a dla przypieczętowania przymierza pojął za żonę Filinnę, krewną Jazona pochodzącą z arystokratycznego rodu Aleuadów. Macedońska armia wsparła siły związku, które pokonały tyranów.
Dzięki tej interwencji Filip pozyskał wdzięczność Tesalów. Następnie zabezpieczył swoją zachodnią granicę przed najazdem zawierając sojusz z Epirem. W roku 358/357 poślubił Olimpias, księżniczkę pochodzącą z tamtejszego rodu królewskiego. Sojusz z Epirem oraz dobre stosunki z Tesalią ograniczały ateńskie wpływy w tych państwach, co zabezpieczało Macedonię przed skutkami ateńskich intryg.

#### Atak na Amfipolis i ogłoszenie Filipa królem
Wiosną 357 roku Filip rozpoczął oblężenie Amfipolis. Oficjalnym powodem do wojny były rządy proateńskiego stronnictwa, które jak twierdził, wielokrotnie prowokowało go swoimi działaniami. Miasto stanowiło również doskonałą bazę do najazdu na Macedonię. Zgodnie więc z oficjalną propagandą Filip atakiem na miasto chronił własne królestwo.
Macedońskie zgromadzenie obawiając się zawiązania przez Ateny sojuszu ze Związkiem Chalkidyckim – wymierzonego w Macedonię – nie mogło dłużej czekać aż Amyntas IV dorośnie wybrało na króla Filipa.

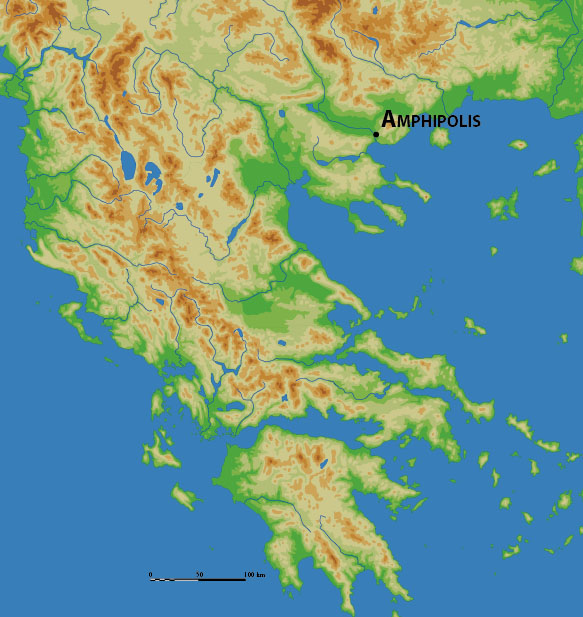
Położenie Amfipolis

Mieszkańcy Amfipolis wysłali w tym czasie do Aten posłów prosząc o zbrojną interwencję. Ateńczycy nie mogli jednak szybko przyjść z pomocą oblężonym, ponieważ ich flota nie miała żadnych baz w pobliżu, z których mogłaby skorzystać. Najdogodniejsze bazy stanowiły dla Ateńczyków porty Związku Chalkidyckiego. Wcześniej jednak ateńscy koloniści zajęli Potidaję. Rozdrażniony tym związek odmówił zawarcia z Atenami przymierza, a także nie udostępnił ateńskiej flocie swoich portów. Jeszcze w trakcie oblężenia miasta Filip przysłał do Aten list, w którym zapewnił Ateńczyków, że uznaje ich prawa do Amfipolis, a po zdobyciu miasta przekaże je Ateńczykom. W zamian Ateny w tajnym układzie zawartym z Filipem obiecały przekazać mu swojego sojusznika, Pydnę. Gdy obrona Amfipolis zaczęła słabnąć, zaniepokojony ewentualnym wzmocnieniem Macedonii Związek Chalkidycki zaproponował pomoc Ateńczykom w odsieczy dla miasta. Ufni jednak w traktat z Filipem Ateńczycy odmówili. Gdy ateńskie oddziały oblegały w przeszłości Amfipolis, jego zdobycie zajęło im 3 lata. Filip podczas oblężenia zastosował jednak nową metodę oblegania miast. Jego żołnierze gwałtownie i nieprzerwanie nacierali na mury. Taki sposób zdobywania miasta był nowością w starożytnej sztuce wojennej. Pod koniec lata 357 r. Amfipolis zostało zdobyte. Filip wygnał z niego swych przeciwników i potwierdził niepodległość miasta. Tak łagodne potraktowanie pokonanego miasta przysporzyło władcy prestiżu wśród okolicznych polis. Po zdobyciu Amfipolis udał się do Pydny. Po krótkim oblężeniu sam zdobył to miasto. Oburzeni złamaniem tajnego porozumienia Ateńczycy wypowiedzieli wojnę Macedonii.

Obu stronom zależało na przymierzu z potężnym Związkiem Chalkidyckim. Filip zaproponował Chalkidyjczykom traktat o przyjaźni oraz pozwolił uprawiać im ziemię Anthemuntu, a także obiecał, że zdobędzie dla związku Potidaję. Traktat zawierał również klauzulę stanowiącą, że żadna ze stron nie mogła samodzielnie wchodzić w układy z Ateńczykami. Po uzyskaniu aprobaty bogów podpisano traktat. W tym czasie Macedonii zagrażała perspektywa kolejnego najazdu, tym razem z głębi lądu. Trzej królowie: Grabos król Grabajów, Lyppejos król Pajonów i Ketriporis król Traków połączyli siły, by wspólnie najechać Macedonię. Ponieważ przymierze z Chalkidyjczykami zabezpieczało Filipa przed atakiem ze strony związku, a ateńska flota była zajęta sprawami na Morzu Egejskim, Filip miał wolną rękę w czasie działań przeciw sprzymierzonym królom. Latem 356 nie czekając aż trzy armie się połączą, zaatakował i pobił część sił Ketriporisa. Ateńczycy uznali tych trzech władców za sprzymierzeńców w walce z Filipem i zawarli z nimi przymierze. W tym czasie jednak Parmenion, jeden z wodzów Filipa, pokonał w bitwie Grabosa, a w kolejnej kampanii pokonano Lyppejosa. Gdy dotarła do Filipa prośba z obleganego przez Traków miasta Krenides, będącego kolonią Tazos, udał się na miejsce, pokonał Traków, a dla wzmocnienia obrony miasta pozostawił w nim osadników. Miasto było formalnie sprzymierzeńcem Aten, jednak zajęci w tym czasie Ateńczycy nie byli w stanie udzielić miastu pomocy. Na przełomie czerwca i lipca 356 Filip zdobył Potidaję. Gdy przebywał w mieście, przybył do niego posłaniec z Pelli donosząc mu o narodzinach jego syna Aleksandra. 

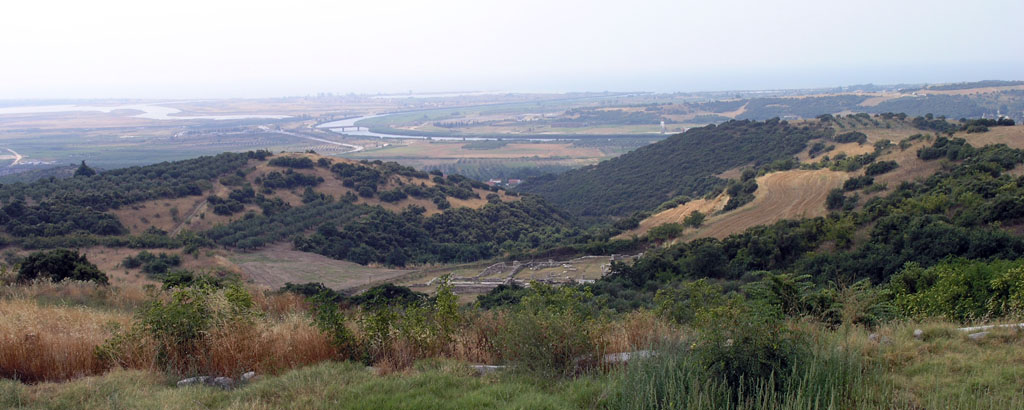

Plan Amfipolis

Dotrzymując przyrzeczenia, miasto i ziemię wokół niego oraz całe mienie mieszkańców przekazał Chalkidyjczykom. Samych mieszkańców sprzedał w niewolę, a ateński garnizon broniący miasta odesłał do Aten bez okupu. Potem udał się ponownie do Krenides, gdzie zostawił sporą liczbę osadników, oraz zreorganizował i usprawnił miejscowe wydobycie złota. W czasie tego pobytu zmienił również jego nazwę na Filippi. Udał się następnie przeciwko Ketriporisowi, którego ostatecznie pokonał i uczynił wasalnym władcą, a na rzece Nestos ustanowił wschodnią granicę swojego królestwa. W czasie marszu na wschód zniszczył dwa greckie miasta na wybrzeżu – Galepsos i Apollonię, a miasto Ojsyme przekształcił w „miasto Macedończyków”. W tym czasie Filip rozpoczął także prace nad budową floty. Ostatnim niezależnym miastem na wybrzeżu macedońskim – po zdobyciu Dikai i Ajnei – było Methone. Wraz z końcem 355 r. p.n.e. Filip przystąpił do jego oblężenia i zmuszając obrońców do poddania się. Odchodzącym ze zdobytego miasta mieszkańcom pozwolono zabrać tylko jedną szatę. Ziemię należącą do miasta rozdano wśród wyróżniających się żołnierzy. Podczas oblężenia Filip stracił oko, gdy trafiła go strzała wystrzelona z mechanicznej procy.

#### Organizacja powiększonego państwa (358–354)
Po kampanii przeciwko Bardylisowi I z roku 358 terytorium Macedonii powiększyło się dwukrotnie, a do roku 355 powiększyło się jeszcze o 1/3. W latach 359–355 liczba ludności zamieszkującej królestwo wzrosła trzykrotnie. Ludność zamieszkująca przyłączone przez Filipa tereny Górnej Macedonii zajmowała się głównie wędrownym pasterstwem. Filip zachęcał nowych poddanych, by osiedlali się w miastach na równinach, gdzie panował ład i porządek, a ludność przechodziła szkolenie wojskowe. Mieszkańcom górnej Macedonii zapewnił takie same prawa, jakie przysługiwały Macedończykom ze starego królestwa. Mogli więc uczestniczyć w obradach zgromadzenia, jeśli tylko służyli w królewskich siłach zbrojnych, do czego również mieli prawo, a także piastować stanowiska w administracji. Niedostępna była dla nich jedynie służba w doborowej gwardii pieszej pedzetajrów, która zarezerwowana była dla żołnierzy z brygad werbowanych w starym królestwie.
Filip był największym posiadaczem ziemskim w Macedonii, należały do niego żyzne ziemie równiny Anthemuntu, a także wszystkie ziemie „włócznią zdobyte”, tzn. ziemie zdobyte podczas działań wojennych. Mógł przyznawać prawo do uprawy tej ziemi według własnego uznania, na przykład wyróżniającemu się hetajrowi. Ziemia jednak zawsze pozostawała jego własnością i w każdej chwili mógł ją odebrać. Zgodnie z macedońskim prawem wszystkie złoża kruszców w królestwie były własnością monarchy. Na zdobytych ziemiach Filip nie zmieniał najczęściej istniejącego ustroju. Miasta greckie mogły cieszyć się swoimi instytucjami demokratycznymi, a państwa plemienne zachowały swoje monarchie. W gestii króla i zgromadzenia Macedończyków leżała jedynie polityka zagraniczna.
Rozwój handlu był wynikiem powstawania nowych miast, głównie w Górnej Macedonii. Miasta stanowiły centra wymiany handlowej, tam także rolnicy sprzedawali plony. Dzięki zapanowaniu nad greckimi miastami nad Zatoką Thermajską Filip mógł sprzedawać poszukiwane macedońskie drewno bez greckiego pośrednictwa. Głównym portem eksportującym drewno z Pierii, krainy w Macedonii, była Pydna, natomiast z Pelli wywożono spławiane Aksjosem drewno z głębi kraju. W czasie podbojów Filip przyłączył do królestwa wiele żyznych ziem. Prowadził także szeroko zakrojone prace osuszające na terenie całego państwa dzięki czemu pozyskiwał nowe tereny pod uprawę. Unowocześnione przez Filipa górnictwo złota dawało mu przychód w wysokości tysiąca talentów rocznie. Czerpał również przychody z kopalni srebra (zajął przynajmniej jedną) w rejonie Damastion, które zajął po roku 358.

## Trzecia wojna święta
W kwietniu roku 356 Rada Amfiktionii nałożyła grzywnę na Fokidę. Oficjalnie nałożenie kary było spowodowane obrazą Apollona jakiej dopuścili się Fokejczycy. Posunięcia Rady były jednak inspirowane przez Tebańczyków, którzy chcieli w ten sposób zdyscyplinować przywódców Fokidy. Zaprzyjaźnione z Fokejczykami Ateny zajęte były w tym czasie wojną ze swoimi zbuntowanymi sprzymierzeńcami i nie mogły udzielić im wsparcia. Wówczas przywódca Fokidy Filomelos zajął Delfy i przywłaszczył sobie zgromadzone w nich skarby. Za zagarnięte pieniądze opłacił 10 tys. najemników, z których pomocą odparł atak Związku Beockiego. Zawarł także przymierze z Atenami i Spartą. Rada Amfiktionii ogłosiła tzw. wojnę świętą z Fokidą. Oznaczało to, że wszyscy winni zbezczeszczenia świątyni mieli zostać zabici. Tebańczyków, którzy wystąpili w roli obrońców Delf poparł Związek Tesalski i tyrani z Feraj. Wiosną 354 połączone armie Lokrów i Beotów doznały ciężkiej klęski w bitwie z Fokejczykami, a wkrótce porażkę poniosła także 6 tys. armia tesalska. Po tych niepowodzeniach tyrani z Feraj postanowili zawrzeć przymierze z Ateńczykami i stanęli po stronie Fokidy. O pomoc w pokonaniu Feraj poproszony został Filip, który zaraz po zdobyciu Methone skierował się do Tesalii. Po przybyciu zaczął oblegać Pagasaj, port Feraj, który padł jesienią. W tym czasie Beoci i ich sprzymierzeńcy zebrali 13 tys. armię i pokonali Fokejczyków w bitwie pod Neon, po której Filomelos popełnił samobójstwo.

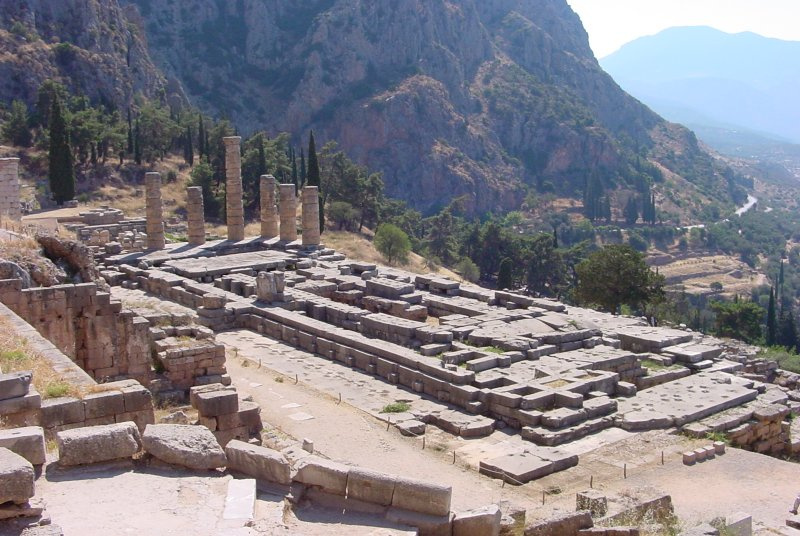
Delfy

Zimą Filip zawarł przymierze z Tebami, a tebańskiej armii zezwolił na przemarsz przez Macedonię. Wojna kosztowała Tebańczyków wiele pieniędzy. Licząc na szybkie wzbogacenie wysłali w charakterze najemników 5 tys. armię pod dowództwem Pammenesa, by wspomogła zbuntowanego satrapę perskiego. Ostateczne uderzenie na Fokidę miało nastąpić wiosną kiedy z górskich przełęczy ustąpią śniegi. Podczas przemarszu do Azji Mniejszej Pammenes spotkał Filipa, który prowadził w tym czasie wojnę z trackim królem Amadoklesem, sojusznikiem Aten. Filip przekonał innego trackiego króla, Kersobleptesa, by ten zezwolił Tebańczykom na przemarsz przez jego ziemie. Armia macedońska eskortowała Tebańczyków aż do Abdery i Maronei. W drodze powrotnej w pobliżu Neapolis okazało się, że macedońskiej flocie towarzyszącej armii zagrażała ateńska flotylla 20 trójrzędowców stojąca w porcie. Filip wybrał najlepszych żeglarzy, którymi obsadził cztery okręty. Kazał im przepłynąć obok Neapolis, a gdy Ateńczycy ruszyli za nimi w pościg reszta macedońskiej floty przepłynęła bezpiecznie obok miasta. Cała flota bezpiecznie dopłynęła do portu w Emathii, gdzie dotarły również bezpiecznie cztery okręty wysłane jako przynęta przez Filipa.
Wojna z Fokidą nie dobiegła końca, jak przewidywali to Tebańczycy. Nowy przywódca Fokejczyków, Onomarchos zaciągnął nowych najemników i wspomógł złotem swoich sprzymierzeńców. Wiosną 353 roku zmusił Lokrów do wycofania się z wojny, a osłabioną armię Beotów unieruchomił. Przekupstwem zapewnił sobie neutralność części przywódców tesalskich, jednak ich przeciwnicy poprosili o zbrojną interwencję Filipa. Wojska macedońskie wraz z siłami Związku Tesalskiego uderzyły na tyrana Feraj Lykofronta. Na pomoc tyranowi przybył wraz z 7 tys. armią Fayllos, brat Onomarchosa, który jednak został pokonany przez Filipa. Jesienią 353 wraz z całą armią i tyranami z Feraj zjawił się zjawił się Onomarchos pokonując dwukrotnie Filipa. W armii macedońskiej wybuchło niezadowolenie i Filip musiał opuścić Tesalię. Jednak po niedługim czasie zdołał przekonać armię do dalszej walki. Wiosną 352 Filip zaczął oblegać Feraj. Przekonał także Tesalów, by oddali mu dowództwo nad siłami związku. W trakcie oblegania miasta zawiadomiono Filipa o zbliżaniu się 20 tys. armii pod dowództwem Onomarchosa. Filip postanowił przeciąć drogę Onomarchosowi, by ten nie mógł połączyć się z wojskami tyranów z Feraj. Onomarchos kierował się wzdłuż wybrzeża na północ, wraz z towarzyszącą mu flotyllą ateńską. Obie armie spotkały się na równinie zwanej Krokusowym polem gdzie Onomarchos poniósł klęskę.

W bitwie poległo 6 tys. Fokejczyków i ich najemników, a 3 tys. wzięto do niewoli. Jeńców zgodnie ze zwyczajem Filip kazał utopić. Powszechnie oczekiwano, że Filip połączy swoje siły z Tebańczykami, uderzy na Fokejczyków i tym samym zakończy wojnę. Filip postąpił jednak inaczej. Udał się do Tesalii gdzie przystąpił ponownie do oblężenia Feraj. 

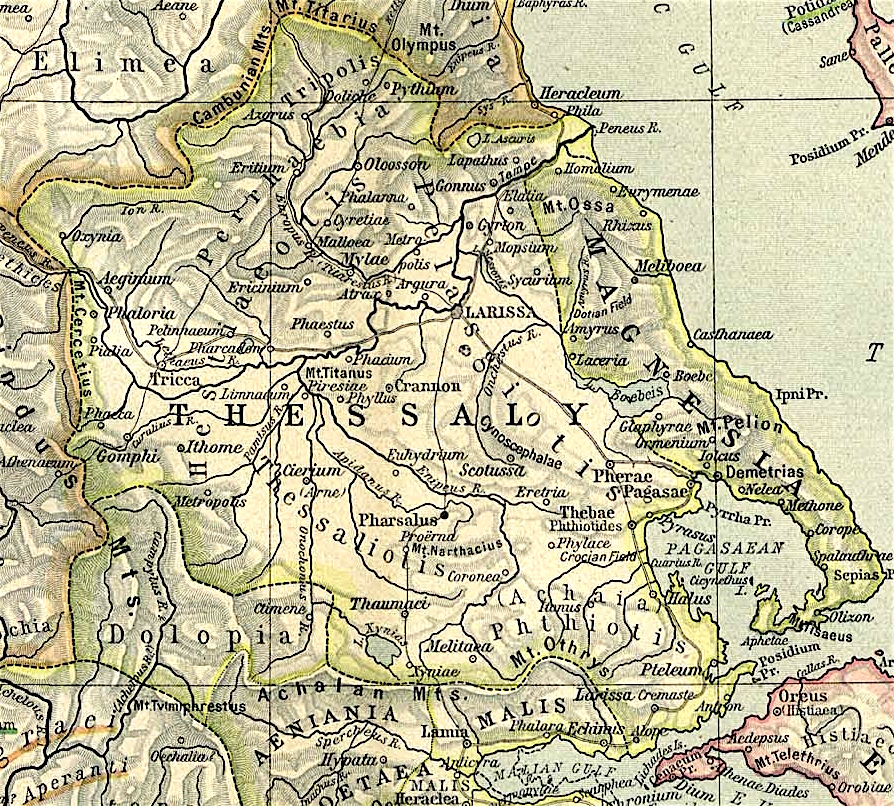
Tesalia

Ponieważ Macedończycy zdobyli wcześniej port Feraj miasto było odcięte. Tyrani poddali miasto wraz ze sprzymierzonymi z nimi polis tym chętniej że Filip nie chcąc tracić ludzi i czasu pozwolił im odejść wolno wraz z 2 tys. najemników. Mieszkańców miasta nie ukarano oskarżając o wszystkie zbrodnie tyranów, a na znak zgody Filip poślubił krewną Jazona, Nikesipolis.
Po zdobyciu Feraj Filip zajął się miastami, które wstąpiły ze Związku Tesalskiego po zwycięstwie Onomarchosa w roku 353. Miasta te zaczęły walczyć z sąsiadami oraz między sobą. Filip pomógł zaatakowanym i ukarał winnych. Przywódców Trikkii, Farkadonu wygnano. Część mieszkańców Pelinny, Krannonu i Gomfoj (które przemianowano na Filippolis) sprzedano w niewolę, a ich ziemię zajęli wierni związkowi i Filipowi osadnicy. Zreorganizowana Tesalia miała być od tej pory zjednoczona w ramach Związku Tesalskiego. Związek stał się wiernym sojusznikiem Macedonii, a wdzięczni za zaprowadzenie porządku Tesalowie postanowili powierzyć Filipowi dożywotnio funkcje archonta związku. Przekazywano mu także zyski z opłat portowych i rynków a port Pagasaj stał się własnością Filipa. Połączone Macedonia i Tesalia mogły wystawić olbrzymią jak na warunki greckie armię 30 tys. ciężkozbrojnych pieszych oraz 3 tys. doborowej jazdy.
W czasie gdy Filip przebywał w Tesalii Fayllos odbudował fokejską armię. Zaproponował najemnikom dwukrotnie wyższy żołd niż wcześniej i z ich pomocą odparł Tebańczyków, a swoich sojuszników wsparł pieniędzmi. Ze Sparty otrzymał 1 tys. żołnierzy, 2 tys. przysłali Achajowie, a 5 tys. Ateny. Spartanie i Ateńczycy zamierzali powstrzymać Filipa przed wkroczeniem do Fokidy zajmując pozycję w Termopilach. Filip nie chcąc wykrwawiać swojej armii podczas ciężkiej przeprawy przez wąwóz wycofał się. Skoro tylko Macedońska armia przestała zagrażać Sparcie i Atenom wojska obu państw opuściły Fokejczyków. Wycofanie się Filipa zmusiło Tebańczyków i Lokrów do wzięcia na siebie całego ciężaru wojny.

### Kampanie w Tracji, Ilirii i Epirze

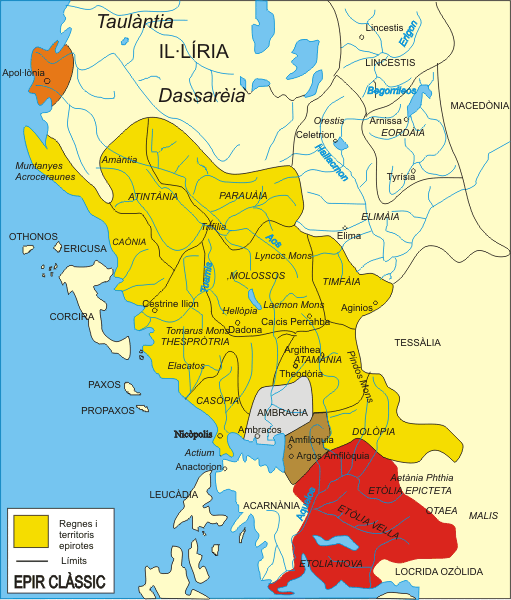
Epir

Filip rozpoczął przygotowania do kampanii w Tracji, gdzie sytuacja przybrała niekorzystny dla Macedonii obrót. Wódz ateński Chares zdobył miasto Sestos, a ateńskie roszczenia do Amfipolis poparł Kersobleptes, król Odrysów. Oddał też Ateńczykom wszystkie (z wyjątkiem Kardii) należące do niego miasta na Chersonezie. Chcąc uprzedzić ewentualne wspólne działania Traków i Ateńczyków przeciw Macedonii, Filip zawarł przymierze z Perinthosem, Bizancjum i Kardią i przystąpił do oblężenia twierdzy Herajon Tejchos. Rozchorował się jednak w trakcie działań i odstąpił od oblężenia. Początkowo ateńskie zgromadzenie postanowiło wysłać 40 trójrzędowców, by pomóc obleganej twierdzy, kiedy jednak Ateńczycy dowiedzieli się, że Filip rozchorował się i zaprzestał oblężenia, odwołali wyprawę.
Po powrocie do zdrowia Filip przeprowadził prewencyjną kampanię przeciw Ilirom mieszkającym za Jeziorem Ochrydzkim, a także przeciw Pajonom chcąc zabezpieczyć władzę Macedonii nad ich krajami.
Około 350 roku Filip wyruszył przeciwko Arybbasowi, królowi Epiru. Pokonał go i uczynił swoim wasalem, a część wschodnich ziem Epiru przyłączył do Macedonii. Wracając zabrał ze sobą do Pelli jako zakładnika współrządzącego z Arybbasem Aleksandra, brata Olimpias, syna Neoptolemosa I.

### Wojna ze Związkiem Chalkidyckim
W czasie tych kampanii Filip wysłał posłów do Olintu z żądaniem, by Związek Chalkidycki, któremu przewodził Olint, wydał jego przyrodnich braci Arridajosa i Menelaosa. Wcześniej Olintyjczycy zaniepokojeni wzrostem potęgi Macedonii, która stała się potężniejsza od ich federacji zaczęli negocjować przymierze z Atenami czego zabraniał im traktat z Macedonią. Filip dowiedział się jednak o tych tajnych negocjacjach dzięki czemu uzyskał kolejny powód do wojny.
Kampanię przeciwko Związkowi Chalkidyckiemu rozpoczęła się wiosną 349. Filip musiał ją jednak przerwać ponieważ w Tesalii wybuchło powstanie mieszkańców Feraj. Do tego czasu zdołał zniszczyć jedną z twierdz Chalkidyjczyków oraz podporządkować sobie część z przygranicznych miast federacji. Korzystając jedynie z sił Związku Tesalskiego Filip szybko zdławił powstanie. W czasie jego nieobecności Związek Chalkidycki sprzymierzył się z Atenami. Ateńczycy wysłali na pomoc federacji 30 trójrzędowców i 2 tys. najemników, którzy już operowali na północy Morza Egejskiego, a z Aten wyruszyła eskadra 8 trójrzędowców pod wodzą Charesa.
W tym czasie Demostenes wygłosił przed zgromadzeniem ateńskim trzy „mowy olintyjskie”, w których wzywał Ateńczyków do pomocy Związkowi Chalkidyckiemu.
W lutym 348 na kontrolowanej przez Ateńczyków wyspie Eubeja wybuchło antyateńskie powstanie. Poparcia buntownikom udzieliła Fokida, a część powstańców poprosiła o pomoc Filipa, który jej im nie odmówił. Początkowo Ateńczycy odnosili sukcesy w tłumieniu powstania, jednak po zmianie dowódcy ateńskiego szala zwycięstwa przechyliła się na stronę powstańców. Do marca wszystkie miasta na wyspie z wyjątkiem Karystos stały się niepodległe.
Filip zwlekał z atakiem na Chalkidykę chcąc uderzyć w porze północnych wiatrów etezyjskich, kiedy to przez 40 dni ateńska flota nie mogła dotrzeć do Chalkidyki. Macedończycy w wyniku zdrady opanowali Torone oraz Mekybernę, port Olintu. Filip stoczył z Chalkidyjczykami dwie zwycięskie bitwy oraz zajął wiele miast federacji.
Ateńczycy dysponowali w tym czasie na półwyspie 6 tys. armią lądową i 56 trójrzędowcami. Armia ta najechała na Pellene i Bottike, których mieszkańcy poparli Filipa. Gdy macedońska armia zbliżyła się na odległość 7 km od miasta, przybyli z Olintu posłowie prosząc Filipa, by wyznaczył warunki pokoju. W odpowiedzi usłyszeli: „Dłużej nie może być tak, że wy będziecie w Olincie, a ja w Macedonii.” Po tych słowach część konnicy Olintyjczyków przeszła na stronę Filipa. Miasto padło po zaciętych szturmach oraz zdradzie dwóch przywódców Euthykratesa i Lasthenesa. Olint zrównano z ziemią. Po jego upadku pozostałe miasta federacji postanowiły się poddać, a Związek Chalkidycki rozwiązano.

### Działania Filipa w latach 348–346
W roku 348 przybyli do Aten w imieniu Filipa posłowie z Eubei. Powiadomili oni ateńskie zgromadzenie że Filip pragnie zakończyć wojnę i zawrzeć pokój z Atenami. Gdy oficjalny wysłannik Aten powrócił z Macedonii z wiadomością, że Filip istotnie chce pokoju z Ateńczykami zgromadzenie pozwoliło mu na przysłanie oficjalnego posła do Aten. Decyzja ta została jednak unieważniona ze względów proceduralnych. Do końca roku 348 trwały negocjacje na temat uwolnienia ateńskich jeńców, które prowadził ateński aktor i przyjaciel Filipa, Aristodemos. Podczas wystąpienia przed zgromadzeniem poinformował on Ateńczyków że Filip chciałby sprzymierzyć się z Atenami. Ateńczycy odrzucili jednak jego propozycję, której przyjęcie byłoby dla nich upokorzeniem. Postanowili więc kontynuować wojnę i wciągnąć do niej inne państwa greckie. Działania ich nie przyniosły jednak oczekiwanego rezultatu ponieważ nie przyłączyło się do nich żadne greckie państwo.
W roku 347 Filip przebywał w Tesalii gdzie umacniał swoją pozycję w Związku Tesalskim i przygotowywał jego armię do udziału w wojnie świętej. W ramach przygotowań do tej kampanii przystąpił do opanowywania Achai Fothyjockiej. Gdy więc Farsalos weszło w konflikt z Halos Filip stanął po stronie tego pierwszego. Wiosną 346 macedońskie wojska pod wodzą Parmeniona zaczęły oblegać miasto. W tym czasie słabnący Tebańczycy stracili Orchomenos, Koroneję i Korsiaj. Filip chcąc nadal uchodzić za obrońcę Apollona przysłał im kilka oddziałów.
W tym samym roku zwrócili się do Filipa o rozstrzygnięcie konfliktu między sobą dwaj królowie traccy: Amadokos i Kersobleptes. Spór dotyczył ziem, do których rościli sobie prawa oprócz wymienionych królów także greckie miasta Bizancjum i Perinthos. Filip wkroczył jednak do ich królestw ze swoją armią i uczynił ich swymi wasalami. Obaj królowie byli sojusznikami Aten. Sojusz zawarty w 357 między nimi a Atenami stanowił, że jego sygnatariusze będą wspólnie ściągać daninę z greckich kolonii na wybrzeżu trackim i pomagać sobie w dławieniu ich buntów. Przymierze to było więc bardzo ważne dla Aten. Niekorzystny dla nich rozwój wypadków zmusił zgromadzenie do zaproponowania Filipowi pokoju.

#### Pokój Filokratesa
Poselstwu wysłanemu przez zgromadzenie do Macedonii przewodził Filokrates. Oprócz niego w skład poselstwa weszli Ajschynes i Demostenes oraz siedmiu innych Ateńczyków, z których czterech należało do grona przyjaciół Filipa. Król przyjął ich podczas dwóch audiencji. W czasie ich pobytu w Pelli Macedończycy prowadzili przygotowania do wyprawy do Tracji. Posłowie poprosili jednak Filipa, by nie atakował Chersonezu podczas trwania negocjacji. Filip przystał na ich prośbę, a posłowie wrócili do Aten, by przedstawić sytuację zgromadzeniu. Towarzyszyli im Antypater oraz trzej inni posłowie macedońscy, którzy mieli potwierdzić słowa Filipa i być świadkami przysiąg, gdyby doszło do zawarcia układu.
Macedonia toczyła wojnę ze Związkiem Ateńskim, tzn. że o ewentualnym pokoju decydowało zgromadzenie ateńskie oraz niezależny od niego Kongres sprzymierzeńców. Rada zaproponowała, by ateńskich posłów uhonorować wieńcami oliwnymi i przedyskutować ich sprawozdanie. Kongres sprzymierzeńców postulował, by zajęto się sprawą ewentualnego pokoju, a także by każde greckie państwo mogło przyłączyć się do traktatu w ciągu trzech miesięcy od jego podpisania. Propozycje Kongresu przedstawiono macedońskim posłom, którzy jednak ją odrzucili. Filip chciał nie tylko pokoju, ale także przymierza z Atenami. Ostatecznie przyjęto propozycję Filiokratesa, który zaproponował zawarcie pokoju oraz przymierza z Macedonią, nie obejmującego jednak Fokidy i Halos.
Na podstawie zawartego traktatu Ateny i Macedonia miały pozostać przy aktualnym stanie posiadania oraz wspólnie zwalczać piratów na morzu, następnie przysięgę złożyli Ateńczycy i ich sprzymierzeńcy. W celu dopełnienia procedury wysłano ponownie dziesięciu posłów, by wysłuchali przysięgi złożonej przez Filipa i jego sprzymierzeńców. Do Pelli przybyli posłowie ze wszystkich stron Grecji. Byli tam przedstawiciele sprzymierzeńców Filipa, posłowie ze Sparty oraz Fokejczycy liczący na ugodę z Filipem, a także posłowie z mniejszych państw greckich.
W czasie gdy do Pelli zjeżdżały poselstwa z całej Grecji, Filip przebywał wraz z wojskiem w Tracji. Zdobył tam twierdze leżące od Doriskos nad Hebrosem aż po Hieron Oros na północ od Chersonezu, a także uwięził Kersobleptesa.
Ateńska delegacja towarzyszyła Filipowi w drodze do Feraj w Tesalii, gdzie Filip wraz ze swymi sprzymierzeńcami złożył przysięgę pieczętującą traktat pokojowy. Jeszcze przed zaprzysiężeniem ateńskie poselstwo przekazało mu pismo od Isokratesa. Pismo nosiło tytuł „Filip”. Isokrates namawiał w nim macedońskiego króla, ażeby położył kres wojnom o hegemonię, jakie prowadziły greckie państwa, i stał się przywódcą antyperskiej krucjaty, która wyzwoliłaby greckie miasta w Azji.

#### Zajęcie Fokidy
W roku 346 Filip wyruszył z Feraju na czele armii, w skład której wchodziły oprócz Macedończyków również siły Związki Tesalskiego, w kierunku Termopil. Zaskoczył tym samym Spartan i Ateńczyków, którzy sądzili, że nie podejmie kolejnej próby przejścia przez wąwóz. W pobliżu Termopil leżały trzy umocnione i obsadzone przez najemników miasta. Alporos na zachodzie i Thorinion na wschodzie, a pomiędzy nimi Nikaja, w której przebywał fokejski przywódca Falajkos. Filip rozpoczął przygotowania do oblężenia, szykując jednocześnie armię do walnej bitwy. Wysłał także list do Ateńczyków, prosząc ich jako sojuszników o przysłanie posiłków. W trakcie przygotowań przybyło jednak fokejskie poselstwo w celu omówienia warunków rozejmu. Zawarto układ, na mocy którego Falajkos wraz z ośmioma tysiącami najemników mógł odejść, dokąd chciał. Jego ludzie musieli jednak zostawić broń i konie. 17 lipca Fokejczycy poddali się, a wojna święta zakończyła się bez walki.
10 lipca zgromadzenie ateńskie, nie wiedząc jeszcze o poddaniu się Termopil, odmówiło przysłania Filipowi posiłków. Ateńczycy obawiali się, że Filip zatrzyma ich żołnierzy w charakterze zakładników. Gdy posłowie wysłani przez zgromadzenie z odpowiedzią dotarli do Chalkis na Eubei, dowiedzieli się o poddaniu załogi Termopil. Natychmiast wrócili do Aten, gdzie przyniesione przez nich wiadomości wywołały panikę, obawiano się bowiem reakcji Filipa. W lutym dotarł do Aten list od Filipa, w którym wyrażał on zdumienie postawą Ateńczyków.

### Pokój Amfiktioński
Filip powierzył ustalenie warunków pokoju Radzie Amfiktionii. Rada postanowiła zburzyć wszystkie miasta w Fokidzie z wyjątkiem Abaj. Fokejczycy zostali zobowiązani do zapłacenia odszkodowania Apollonowi. Od roku 343 mieli wpłacać corocznie 60 talentów na rzecz boga, aż do czasu spłacenia całej zrabowanej sumy. Nie mogli też mieć broni ani koni. Wszyscy Fokejczycy biorący udział w rabowaniu świątyni mieli zostać uwięzieni. Całą ludność Fokidy ekskomunikowano z Delf i wyrzucono z Amfiktionii. Dwa głosy Fokidy w radzie amfiktionii przekazano Filipowi. Spartę jako sprzymierzeńca Fokejczyków wykluczono z Rady. Ateńczyków potraktowano łagodniej, być może za wstawiennictwem Filipa. Zachowali swój głos w Radzie, stracili jednak prawo pierwszeństwa w zaciąganiu rady wyroczni, który to przywilej przekazano Filipowi. Rada postanowiła też przekazać mu pieczę nad igrzyskami pytyjskimi.

## Filip i Ateny w latach 346–343
Pod koniec roku 346 na dwór Filipa przybył ateński poseł z prośbą, aby pokój Filokratesa objął również Kersobleptesa, króla Tracji. Ateńczycy chcieli, by jego ziemie stanowiły bufor między imperium Filipa a ateńskimi miastami na Chersonezie. Filip odmówił prośbie, zaproponował jednak, że na własny koszt zbuduje kanał u nasady półwyspu. Kanał zabezpieczyłby miasta na Chersonezie przed atakiem z lądu, a także skróciłby drogę ateńskim okrętom. Ateńczycy nie skorzystali jednak z jego propozycji.
W roku 344 Ateńczycy wysłali poselstwo, w skład którego wchodził Demostenes, na Peloponez. Miało ono za zadanie oczernić Filipa w oczach jego sprzymierzeńców na półwyspie. Posłowie jednak niczego nie wskórali. Żadne ze sprzymierzonych z Filipem państw nie dało się przekonać Ateńczykom. Na domiar złego Ateny oskarżono o sprzyjanie Sparcie, która dążyła do opanowania półwyspu.
Na początku 343 chcąc poprawić swoje stosunki z Atenami, Filip wysłał do nich Pythona z Bizancjum, utalentowanego mówcę, a wraz z nim przedstawicieli wszystkich swoich sprzymierzeńców. Poselstwo miało na celu przekonanie ateńskiego zgromadzenia, że Filip nie złamał obietnic i dotrzymuje warunków pokoju. Python przekazał mówcom ateńskim słowa Filipa, który przykazał im, aby poprawnie interpretowali pokój Filokratesa, jeśli zależy im na zachowaniu pokoju. Zgodził się jednak na przedyskutowanie propozycji zmian w traktacie pokojowym. Wystąpienie Pythona przekonało zgromadzenie o szczerości intencji Filipa.
Od drugiej połowy 343 roku na ateńskim zgromadzeniu zaczęli dominować członkowie antymacedońskiego stronnictwa. Filip proponował jeszcze Ateńczykom projekt pokoju powszechnego. W jego zamierzeniach byłby on gwarancją nie tylko pokoju, ale również ustroju, gdyż jego członkowie zachowaliby pełną niezależność. Sygnatariusze staliby na straży pokoju w całej Grecji, broniąc solidarnie innych członków przed obcą agresją lub naruszeniem obowiązującego ustroju. Ateńczycy odrzucili jednak propozycję Filipa.

## Kampania w Ilirii

Obszar zajmowany przez Ilirów

W roku 344 roku Filip rozpoczął wojnę lub serie wojen Ilirami. W pierwszej kolejności zaatakował Dardanów, którzy byli najpotężniejszym z iliryjskich plemion tworzącym państwo plemienne. Do walki z tak potężnym przeciwnikiem Filip potrzebował całej swojej armii. W trakcie kampanii Filip stosował również podstępy. Zwołał zgromadzenie Sarnusjów (jednego z plemion Dardanów) oraz swoich żołnierzy, ażeby do nich przemówić. Macedończycy trzymający pod pachami rzemienie, na znak dany przez Filipa związali nimi ręce niczego zaskoczonych tym Sarnusjów. Dziesięć tysięcy z nich zabrano do Macedonii. W wyniku zwycięstw nad Dardanami Filip zapewnił sobie zwierzchnictwo nad Klejtosem, synem Bardylisa I.
W toku kolejnych kampanii Macedończycy podporządkowali sobie plemiona Grabajów i Ardajów. Podczas kampanii przeciw Ardajom Filip został ranny w nogę. Na podbitych terenach wprowadził dziesięcioprocentowy podatek od produkcji rolnej. Wszedł także w posiadanie bogatych złóż miedzi i żelaza w Mirditë i pod Szkodrą, a także złóż miedzi, złota oraz srebra w Kosowie i Pologu. Mieszkańcom nowych ziem kazał budować drogi, osuszać podmokłe tereny i służyć w siłach zbrojnych. Po powrocie z Ilirii Filip udał się do Tesalii, gdzie zajął się umacnianiem swojej pozycji w Związku Tesalskim, a także przeprowadził reformę jego struktur.

## Podboje w Tracji 342–340

### Kampania w latach 342–341

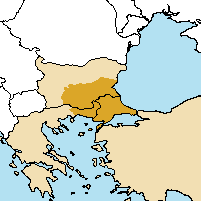
Obszar Tracji – oznaczony ciemniejszym kolorem

Podbój Tracji odbył się w trakcie kilku kampanii. Pierwsza z nich trwała od wiosny 342 do kwietnia 341 roku, a jeszcze w czasie jej trwania Filip interweniował w Epirze, skąd wrócił w lipcu. Nie obawiając się już ataku ze strony Aten, mógł użyć całej swej armii do podboju Tracji. Macedonia kontrolowała już Trację Nadbrzeżną, teraz Filip rozpoczynał podbój głębi lądu. Podporządkował sobie najpierw plemiona doliny Strymonu – Sintów, Majdów oraz Agrianów, którzy najprawdopodobniej przyłączyli się dobrowolnie do Macedończyków. Kolejna kampania zaowocowała zdobyciem doliny Hebrosu, następnie Filip stoczył ciężkie walki z plemionami Odrysów. Zimą 342 zniszczył trzy miasta: Drongilos, Kabyle i Mastejra, należące do królów odryskich Teresa i Kersobleptesa. Na podbitych ziemiach Filip umacniał swoje panowanie przez zakładanie nowych miast. Zawarł także przymierze z niektórymi greckimi miastami nad Morzem Czarnym. Gdy dotarł do okupowanego przez Getów Odessos, rozpoczął przygotowania do oblężenia miasta. Geci zawarli jednak traktat z Filipem, na mocy którego odzyskali jeńców i opuścili miasto. Filip zawarł także traktat z innym królem Getów, Kothelasem, który uznał go za swojego zwierzchnika.

#### Interwencja w Epirze
Latem 342 roku Filip wkroczył z armią do Epiru i obalił króla Arybbasa (który udał się do Aten), a na jego miejsce wprowadził brata Olimpias, Aleksandra I. Przyłączył do jego królestwa półwysep Preweza. Udał się następnie na wybrzeże, gdzie uderzył na cztery greckie miasta kontrolujące eksport produktów z Epiru. Zdobyte miasta Pandosia, Elatreja, Batiaj i Buchetion przekazał szwagrowi. Później skierował się przeciwko Laukas i Ambrakii, kolonii Koryntu mające pod kontrolą eksport drewna i produktów zwierzęcych ze wschodniego Epiru. Na wieść o marszu Filipa Koryntyjczycy wysłali posiłki do Ambrakii, a Ateny do Akarnanii. Nie chcąc ich prowokować, Filip wycofał się.

#### Ateńskie parcie do wojny
Latem 342 Filip wysłał do Aten list, w którym proponował Ateńczykom przekazanie wysepki Alonnisos, by wraz z Macedończykami zwalczali korsarzy na Morzu Egejskim. Proponował także zawarcie powszechnego pokoju obejmującego wszystkie państwa greckie oraz uporządkowanie spornych kwestii między Atenami a Macedonią na drodze arbitrażu. Filip oznajmiał w liście, że chce dobra Ateńczyków, ale muszą oni słuchać promacedońskich przywódców i ukarać demagogów szkalujących jego imię. Mimo długich dyskusji ateńskie zgromadzenie nie podjęło żadnych decyzji.
W roku 343/342 Ateny dla ochrony Chersonezu wysłały nowych osadników i najemników pod dowództwem Diopejthesa. Ateński dowódca czerpał środki na utrzymanie swych sił z organizowania wypraw łupieżczych na ziemie Traków, organizując korsarskie wyprawy oraz ściągając opłaty od przepływających statków, również macedońskich. Doszło do tego, że uwięził nawet macedońskiego posła, którego wypuścił, dopiero gdy otrzymał 9 talentów okupu. Gdy zagroził, że najedzie Kardię, jej mieszkańcy poprosili o pomoc macedońskiego króla. Filip przysłał miastu posiłki, nie zareagował jednak na prowokacje Diopejthesa.
W roku 341 Filip wystosował do Aten notę protestacyjną. Gdy zgromadzenie debatowało nad treścią listu, Demostens wygłosił mowę, w której dowodził, że Filip już od dawna prowadzi wojnę z Atenami. Na jego wniosek zgromadzenie wysłało posiłki na Chersonez. Latem 341 Ateńczycy uwięzili na dziesięć miesięcy macedońskiego posła, a wiezione przez niego listy odczytano publicznie. Przywódca Chalkis, Kallias, z którym Ateny zawarły przymierze, zaatakował przy pomocy użyczonych mu przez Ateńczyków okrętów miasta nad Zatoką Pegazyjską, sojuszników Filipa, których obejmował pokój Filokratesa. Mniej więcej w tym czasie należącą do Macedonii wyspę Alonnisos (Halonnessos) zajęło należące do Związku Ateńskiego Peparethos. Mimo tylu powodów do wojny, jakie dostarczyły mu Ateny, Filip nie podjął przeciw Ateńczykom żadnych zbrojnych działań.
W roku 340 armia macedońska pojawiła się na Chersonezie. W asyście okrętów udała się najpierw zachodnim wybrzeżem na południowy skraj półwyspu, a następnie idąc wschodnim wybrzeżem wróciła do Kardii. Ten pokaz siły miał na celu ukazanie Ateńczykom, że Filip w każdej chwili może zająć ich ziemie. Równocześnie Filip wysłał do Aten list, w którym uzasadniał swój przemarsz, a także wyliczał ile razy Ateńczycy dali mu powód do wojny. W liście proponował również rozstrzygnięcie sporu na drodze arbitrażu.
Nim list dotarł do Aten, Filip zaatakował Perinthos. Miasto to sympatyzowało z Ateńczykami, jego zdobycie byłoby więc znakomitą lekcją dla innych polis wspierających Ateny. W oblężeniu miasta brała udział 30 tys. armia macedońska, a także flota, która dostarczyła maszyny oblężnicze, Peritnthos wsparli jednak Bizantyjczycy, którzy do tej pory byli sprzymierzeńcami Filipa. Gdy w mieście zaczęły kończyć się zapasy perscy satrapowie na rozkaz swojego władcy przysłali oblężonym drogą morską żywność, pieniądze, pociski i oddziały najemników. Filip podzielił swoją armię, część wojsk nadal oblegała miasto reszta zaś ruszyła na Bizancjum, które jedynie dzięki pomocy sprzymierzeńców zdołało się obronić. Filip przystąpił więc do oblegania Selymbrii, sprzymierzeńca Bizancjum. Z częścią żołnierzy przeprawił się przez Bosfor i zajął 230 ateńskich statków wypełnionych zbożem. 50 z nich wypuścił, natomiast resztę wykorzystał do zaopatrzenia swojej armii. W październiku 340 Ateńczycy na wniosek Demostenesa zniszczyli przepisy traktatu o przymierzu i pokoju z Macedonią co było równoznaczne z wypowiedzeniem jej wojny.

#### Wojna w rejonie Hellespontu i Propontydy
Do oblegania Perinthos, Bizancjum i Slymbrii wciąż napływały drogą morską posiłki. Bizantyjczycy pokonali nieliczną macedońska flotę, która uciekła na Morze Czarne. W Tracji pojawiły się wysłane przez Artakserksesa wojska. Zimą Filip spróbował ponownie wziąć Bizancjum szturmem, jednak o nocnym ataku uprzedziły obrońców ujadające psy. Wiosną Filip zrezygnował z oblężenia wszystkich trzech miast. Wiedział już, że nadmorskie polis organizowały koalicję przeciwko niemu, a nie chciał dopuścić, by perska flota znalazła oparcie wśród Greków z wysp Morza Egejskiego. Wolał więc stracić prestiż w oczach Macedończyków i innych państw i wycofać się. Pierwszym zadaniem przed jakim stanął Filip było wycofanie macedońskiej floty z Morza Egejskiego. W tym celu posłużył się podstępem. Postarał się by Ateńczycy przechwycili list, który wysłał do Antypatra. W liście informował swego wodza o buncie jaki wybuchł w Tracji. Napisał również, że zamierza udać się w głąb lądu, by pomóc odciętym macedońskim załogom, a Antypatrowi nakazuje podążyć za sobą. Gdy przekonani o odejściu Filipa Ateńczycy wycofali flotę, macedońskie okręty przemknęły przez cieśniny na Morze Egejskie. W tym czasie Filip rozpoczął rozmowy z Bizancjum. Obie strony podpisały pokój, który nie obejmował jednak Aten. W tym czasie Ateńczycy pod wodzą Fokiona łupili macedońskie wybrzeże.

### Kampania scytyjska
Po podpisaniu traktatu z Bizantyjczykami Filip wyruszył do Dobrudży. Obawiał się, że scytyjska jazda mogłaby z łatwością najechać centralną równinę Tracji. Filip napisał list do Ateasa, króla Scytów. W liście prosił króla, ażeby ten pozwolił mu dopełnić ślubów, jakie złożył podczas oblężenia Bizancjum i ustawić posąg Heraklesa u ujścia Dunaju. Scytyjski władca odmówił, zaproponował jednak, że ustawi taki posąg w jego imieniu. Filip wkroczył więc z armią na tereny Scytów, gdzie doszło do bitwy z nimi. Ateas zginął, a łupem Macedończyków padło 20 tys. kobiet i dzieci oraz 20 tys. rasowych klaczy. Ziemię zabraną Ateasowi Filip oddał zaprzyjaźnionym plemionom Getów i Histrianów, a także wziął sobie za żonę córkę scytyjskiego króla. W drodze powrotnej Macedończycy maszerowali przez kraj Triballów, którzy zażądali od nich części łupów jako zapłaty za przejście. Doszło do bitwy. Podczas pościgu za Triballami sarisa jednego z Macedończyków zraniła Filipa w udo i zabiła jego konia. Wybuchło zamieszanie, w wyniku którego Macedończycy utracili większość łupu. Filip powrócił do Macedonii jesienią 339.

## Czwarta wojna święta
W roku 339 protebańscy przywódcy Amfissy postanowili uprawiać część świętych ziem należących do Apollona. Na jesiennej sesji Rady Amfiktionii przywódcy ci złożyli wniosek, aby ukarać Ateńczyków 50 talentami grzywny za złożenie w Delfach części łupu opatrzywszy go inskrypcją „Od Medów i Tebańczyków walczących przeciw Grekom”. W odpowiedzi Ateńczycy oskarżyli Amfissyjczyków o wiele świętokradczych czynów, m.in. o uprawianie ziemi poświęconej bogu. Amfiktionowie spalili część budynków postawionych na świętej ziemi, zostali jednak przepędzeni przez Amfissyjczyków. Zimą Rada ogłosiła czwartą wojnę świętą. Amfissa poddała się bez walk, jej przywódców wygnano, a miasto ukarano grzywną. Wkrótce jednak wrócili do miasta protebańscy przywódcy, a grzywny nie zapłacono. Na jesiennym spotkaniu Rada postanowiła, że miasto należy spacyfikować. Na dowódcę wojsk Amfiktionii wybrano Filipa.

### Wydarzenia do czasu bitwy pod Cheroneją

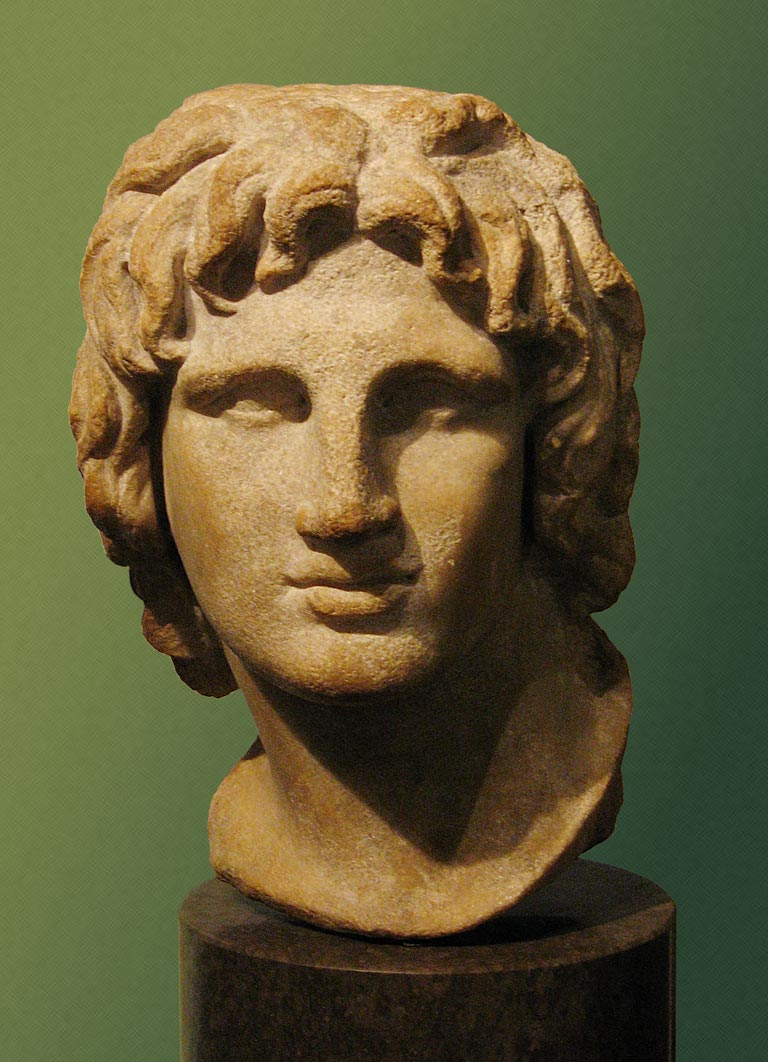
Aleksander syn Filipa w czasie bitwy pod Cheroneją dowodził macedońską jazdą

Gdy Filip przybył jesienią 339 do Pelli, wisiała nad nim perspektywa trzech wojen. Persja pomagała Perinthos, a oddziały wysłane przez jej króla pustoszyły Trację. Ponieważ kończyła się właśnie pora kiedy można było żeglować, ten konflikt nie był najważniejszy. Również Ateńczycy z powodu złej pogody zaprzestali atakowania macedońskiego wybrzeża. Inicjatywa na lądzie należała więc do Filipa. Gdyby zaatakował Attykę, po stronie Aten opowiedziałby się Korynt i Megara oraz konfederacja miast Eubei. Tebańczycy byli oficjalnie sprzymierzeńcami Filipa, ale po wygnaniu przez tebańskie oddziały macedońskiej załogi z Nikai ich lojalność pozostawała pod znakiem zapytania. Gdy Filip powrócił do zdrowia, wyruszył na południe. W skład jego armii oprócz Macedończyków wchodziły oddziały Tessalów, Ajnianów, Dolopów i Fothyjotów. Wszyscy należący do Rady Amfiktionii. W pobliżu miasta Lamia do armii dołączyli Etolowie, którym Filip obiecał w zamian za pomoc zdobyć Naupaktos. Z Lamii udał się do Dorydy, gdzie w Kytinion zostawił załogę. Stamtąd udał się na wschód do Fokidy, a następnie do Elatei, gdzie się zatrzymał. Wysłał następnie poselstwo do Teb. Posłowie zażądali, aby Tebańczycy oddali Nikaję Lokrom. Tebańczycy obiecali, że wyślą przedstawicieli, by omówić tę sprawę. Występując przed tebańskim zgromadzeniem posłowie Filipa stwierdzili, że Beoci powinni przyłączyć się do armii Amfiktionii i najechać Attykę lub przepuścić ją przez swoje terytorium. Po nich przemówili posłowie z Aten, którzy zapewnili o chęci zawarcia sojuszu z Tebami. Beoci przyjęli ateńską propozycję.

#### Kampania zimowa
Połączona armia Beotów i Ateńczyków zajęła pozycje obronne na granicy Beocji w wąskim wąwozie nieco na południe od miasta Parapotamioj, a także w dwóch mniejszych wąwozach po obu stronach miasta. Amfissy bronił Proksenos na czele 10-tysięcznej armii. Obie armie sojuszników rozdzielał masyw Parnasu. Linia obrony Filipa ciągnęła się od Kytinion w Dorydzie do Elatei w Fokidzie. W ciągu zimy toczyły się walki partyzanckie, w których uczestniczyły niewielkie oddziały wypadowe.
Latem 338 Filip przystąpił do działania. Postarał się by najemnicy Preksenesa przechwycili posłańca z listem do Antypatra. Filip pisał w nim, że zamierza odłożyć atak na Amfissę i zająć się stłumieniem buntu w Tracji. Dowódca najemników Chares, już wcześniej widział podobny list, który umożliwił macedońskiej flocie ucieczkę z Morza Czarnego. Uznał jednak że Filip drugi raz nie zastosuje tej samej sztuczki. Jego ludzie zaprzestali więc strzeżenia wąwozu, który blokowali. Tej samej lub następnej nocy Macedończycy przedarli się przez wąwóz i wybili najemników Charesa. Filip zdobył Amfissę, wypędził świętokradców, a następnie udał się na zachód do Naupaktos. Achajska załoga miasta poddała się bez walki. Filip zgodnie z obietnicą oddał miasto Etolom. W następnej fazie kampanii samodzielne oddziały zajęły południową Fokidę. Działania te zagroziły tyłom armii sprzymierzonych, która musiała cofnąć się o kilka kilometrów na południe i zająć równinę między cytadelą Cheronei a rzeką Kefisos. Filip wraz z całą swoją armią wyruszył z Elatei do Parapotamioj. Zanim uderzył, wysłał jeszcze do Aten i Teb posłów z propozycją ugody. Część przywódców beockich, a także Fokion w Atenach chcieli się układać z Filipem, jednak stanowczy sprzeciw Demostenesa przeważył nad ich zdaniem. Pod Cheroneją doszło do bitwy, w której Filip pokonał sprzymierzone wojska.

### Warunki pokoju

Macedonia (kolor czerwony) Związek Koryncki (kolor żółty)

Gdy do Aten dotarła wieść o klęsce, w mieście wybuchła panika. Postanowiono ewakuować całą ludność z terenów wiejskich i uzbroić wszystkich zdolnych do noszenia broni mężczyzn. W tym czasie Filip przebywał jeszcze w Beocji. Ciała poległych Macedończyków oraz ich broń spalono, a nad prochami usypano kopiec. Pochowano także 254 poległych Tebańczyków ze Świętego Zastępu. Filip złożył bogom ofiary dziękczynne za zwycięstwo oraz wynagrodził wyróżniających się żołnierzy. Teby musiały zapłacić okup za jeńców oraz za ciała poległych. Tebańskich przywódców zabito lub wygnano, a do miasta pozwolono wrócić wygnańcom. Zezwolono na powrót uciekinierom z Platejów, Onomarchos i Tespiów, których miasta zniszczyli Tebańczycy. Demokrację w Tebach zastąpiono oligarchiczną Radą Trzystu. W Kadmei osadzono macedońską załogę. Do Aten Filip wysłał ateńskiego jeńca Demadesa, ażeby przekonał współobywateli o jego przyjaznych intencjach. Ciała ateńskich hoplitów spalono, a w honorowym orszaku, który przybył z nimi do Aten, był m.in. Aleksander. Na mocy układu pokojowego członków Związku Ateńskiego zwolniono z płacenia składek na rzecz Aten, a Ateńscy koloniści opuścili Chersonez. Ateńczycy postanowili przyznać Filipowi i Aleksandrowi honorowe obywatelstwo ich miasta, a na agorze ateńskiej miał stanąć posąg Filipa. W Ambrakii osadzono macedońską załogę.
Następnie król wkroczył na Peloponez, gdzie wraz ze swoimi lokalnymi sprzymierzeńcami zaatakował Spartę i odebrał jej sporą część terytorium, nie zajmując jednak samego miasta.
Po powrocie pod koniec roku 338 Filip wezwał do Koryntu przedstawicieli greckich polis, gdzie na ogólnogreckim kongresie powołano do życia Związek Koryncki.

## Ostatni rok życia Filipa

### Dwór Filipa
Królowie macedońscy byli poligamistami. Filip w ciągu swojego życia ożenił się ośmiokrotnie. Wszystkie jego żony były królowymi a dzieci książętami i księżniczkami Macedonii. Najważniejszą kobietą na dworze była królowa matka. Oficjalnie wszystkie małżonki króla były sobie równe, zwykle jednak matka wskazanego przez władcę następcy tronu wywyższała się ponad inne małżonki. Pozycja ta była jednak nieoficjalna, gdyż sprawą sukcesji po zmarłym królu zajmowało się zgromadzenie Macedończyków. Władca mógł jedynie zasugerować zgromadzeniu kogo chciałby widzieć na tronie po swojej śmierci. Filip wskazał na Aleksandra powierzając mu dowództwo jazdy pod Cheroneją, a także pozostawiając go w charakterze regenta na czas swojej nieobecności. Filip miał ze swoimi żonami wielu synów. Jednak w wyniku nieszczęśliwych zdarzeń w roku 338 przy życiu pozostało jedynie dwóch ewentualnych następców króla. Byli nimi Arridajos syn Filinny oraz Aleksander syn Olimpias. Ariddajos z uwagi na chorobę psychiczną nie mógł sprawować władzy, natomiast Aleksander najprawdopodobniej towarzyszyłby ojcu w wyprawie do Persji, gdzie mógł zginąć. Filip miał jeszcze swojego bratanka, Amyntasa, który w dzieciństwie sprawował władzę królewską. W rodzinie królewskiej byli także inni mężczyźni, potomkowie bocznych gałęzi rodu – Leonnatos, Perdikkas oraz "synowie Aeroposa". Chcąc zapewnić sobie ich lojalność Filip obsypywał ich zaszczytami. Amyntasowi dał za żonę swoją córkę Kynane, a Leonnatosa i Perdikkasa uczynił członkami swojej straży przybocznej. 

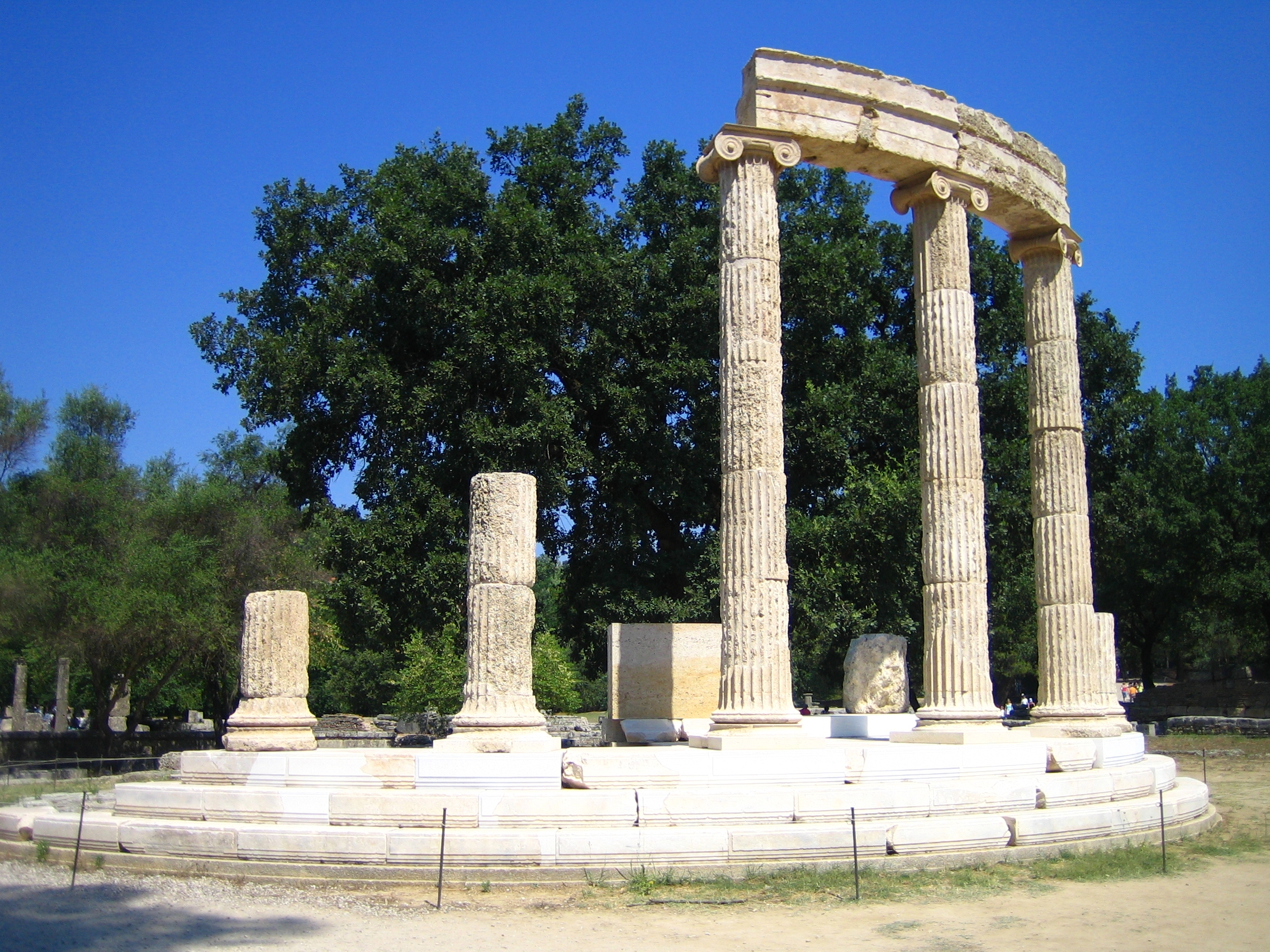
Olimpia, tzw. Filipejon

Filip musiał zatroszczyć się więc o pozostawienie po sobie przynajmniej jeszcze jednego dziedzica. Chciał w ten sposób zaoszczędzić królestwu ewentualnych sporów, które mogły podzielić Macedończyków po jego śmierci. Część z jego żon nie była już w wieku odpowiednim na rodzenie dzieci, a jeśli chodzi o żony młodsze stracił już najpewniej nadzieję, że któraś z nich da mu potomka. Zaczął więc rozglądać się za nową żoną. Wybór padł na Kleopatrę, wychowankę Attalosa. Według niektórych autorów antycznych Filip naprawdę zakochał się w dziewczynie i całkowicie stracił dla niej głowę. Ślub odbył się w roku 337. Filip nadał nowej żonie imię Eurydyki, które to imię było tradycyjnie używane w rodzie królewskim. Podczas uroczystości weselnych doszło do scysji między Aleksandrem a Attalosem. Powodem utarczki były słowa Attalosa, który wznosząc toast powiedział: „Od tej chwili ci, którzy się narodzą, by być naszymi królami, nie będą bękartami, lecz prawowitymi synami”. Na te słowa Aleksander rzucił pucharem w Attalosa, a Filip dobył miecza, by zabić syna, jednak zamroczony winem, przewrócił się. Aleksander zadrwił z ojca mówiąc: „Widzicie, ten człowiek zamierza przeprowadzić się z Europy do Azji, ale upada na twarz, gdy ma przejść z jednego łoża do drugiego”. Olimpias ostentacyjnie opuściła Pellę i udała się do Epiru, gdzie rządził jej brat. Wraz z nią wyjechał także Aleksander.

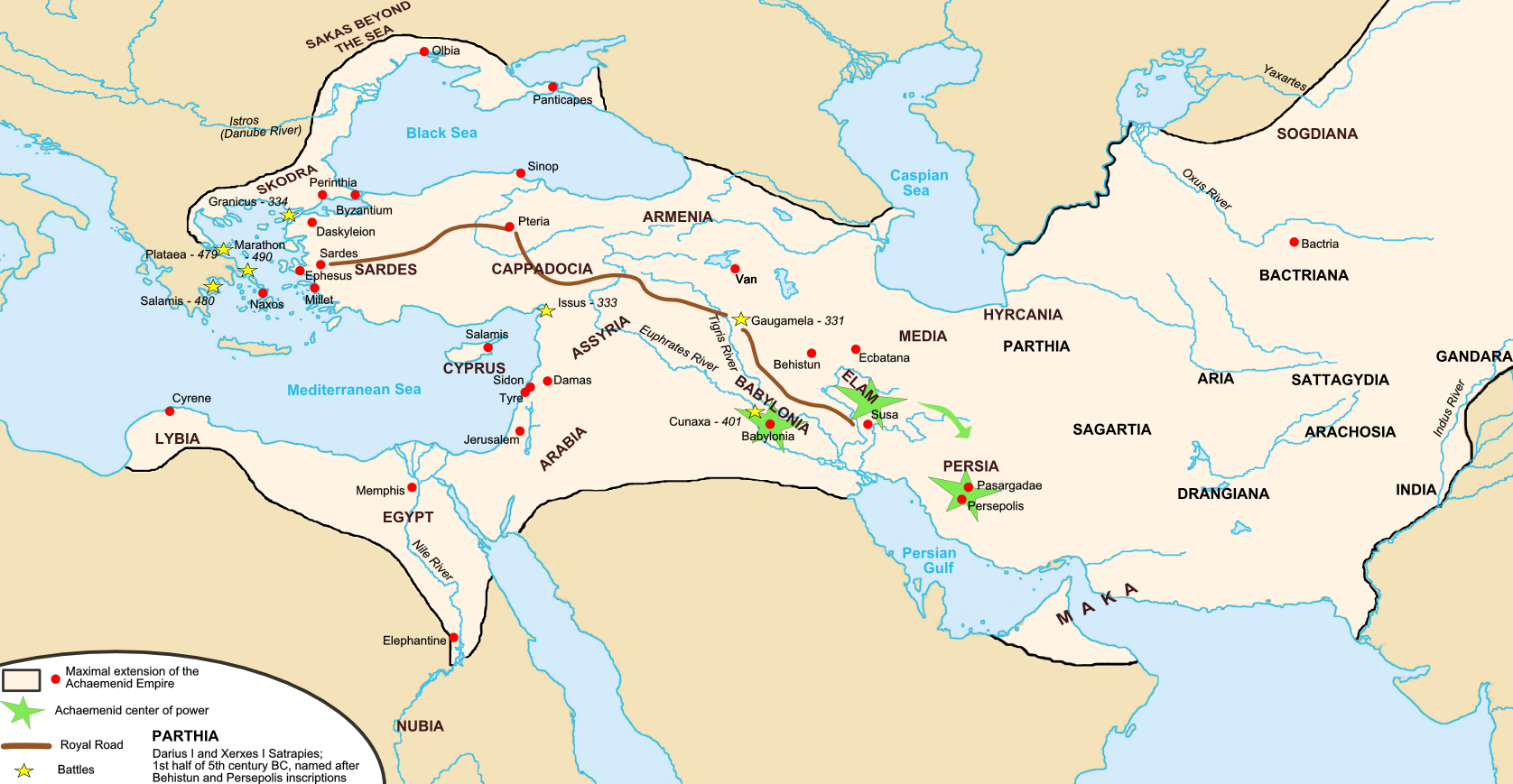
Imperium Perskie w VI w. p.n.e.

Wkrótce jednak doszło do porozumienia między zwaśnionymi stronami. Tego samego roku Filip powierzył Aleksandrowi misję dyplomatyczną wśród wasalnych królów Ilirów. Misja ta miała dwa cele: po pierwsze stanowiła przygotowanie do planowanego najazdu na ziemie niezależnych od Macedonii plemion Iliryjskich, po drugie natomiast wysłanie Aleksandra z tak ważną misją było dowodem na to, że między ojcem a synem zapanowała zgoda. W jakimś stopniu Filip porozumiał się także z Olimpias, gdyż wśród zamówionych przez niego rzeźb, które miały stanąć w tzw. Filipejonie w Olimpii, znalazła się także rzeźba Olimpias. Wkrótce Kleopatra Eurydyka urodziła dziecko, które okazało się jednak dziewczynką, dano jej na imię Europa.

### Przygotowania do inwazji na Persję
Zanim Filip wyruszył na Persję musiał zabezpieczyć granicę północną. Wiosną 336 roku uderzył na iliryjskich Autariatów. Chciał w ten sposób zabezpieczyć Macedonię przed groźbą najazdu z ich strony podczas jego nieobecności. Filip pobił armię Pleuriasa, króla Autariatów, nie przyłączył jednak jego ziem do Macedonii. Wiosną 336 roku macedońskie oddziały straży przedniej – dziesięć tysięcy piechoty i tysiąc jazdy – pod dowództwem Parmeniona, Attalosa i Amyntasa (syna Arrabajosa, a nie Amyntasa-bratanka Filipa) przeprawiły się do Azji Mniejszej. Zadaniem ich było przygotowanie gruntu pod przybycie głównych sił inwazyjnych, a także wyzwolenie greckich miast na wybrzeżu.

### Zabójstwo Filipa
W czerwcu 336 w starej stolicy Macedonii – Ajgaj – trwały przygotowania do ślubu Kleopatry, córki Filipa i Olimpias z Aleksandrem I z Epiru. W tym samym czasie Kleopatra Eurydyka urodziła dziecko, które okazało się tym razem chłopcem. Filip dał mu na imię Karanos, na cześć mitycznego założyciela dynastii Argeadów.
W październiku 336 odbył się ślub Kleopatry i Aleksandra I z Epiru. Uroczystości stanowiły także preludium wielkiej inwazji na Azję. Filip zaprosił przedstawicieli wszystkich polis wchodzących w skład Związku Korynckiego, a także ważnych arystokratów greckich, artystów oraz znaczących Macedończyków. Najważniejsze uroczystości miały odbyć się o świcie w teatrze. Na początku uroczystości wprowadzono posągi dwunastu bogów olimpijskich oraz trzynasty Filipa. Król czekał do tej pory na zewnątrz. Swoim przyjaciołom polecił, by zajęli miejsca, a towarzyszących mu gwardzistów wysłał przodem do teatru, gdzie stanęli na skraju orchestry.
Do teatru wszedł sam, ubrany na biało. Gdy zatrzymał się, by pozdrowić tłum, jeden z gwardzistów – Pauzaniasz – rzucił się na niego z mieczem, zadał cios, a następnie uciekł. W ślad za nim pobiegło trzech innych gwardzistów – Leonnatos, Perdikkas i Attalos – kiedy w czasie ucieczki Pauzaniasz potknął się, ci przebili go włóczniami.

#### Proces zabójców

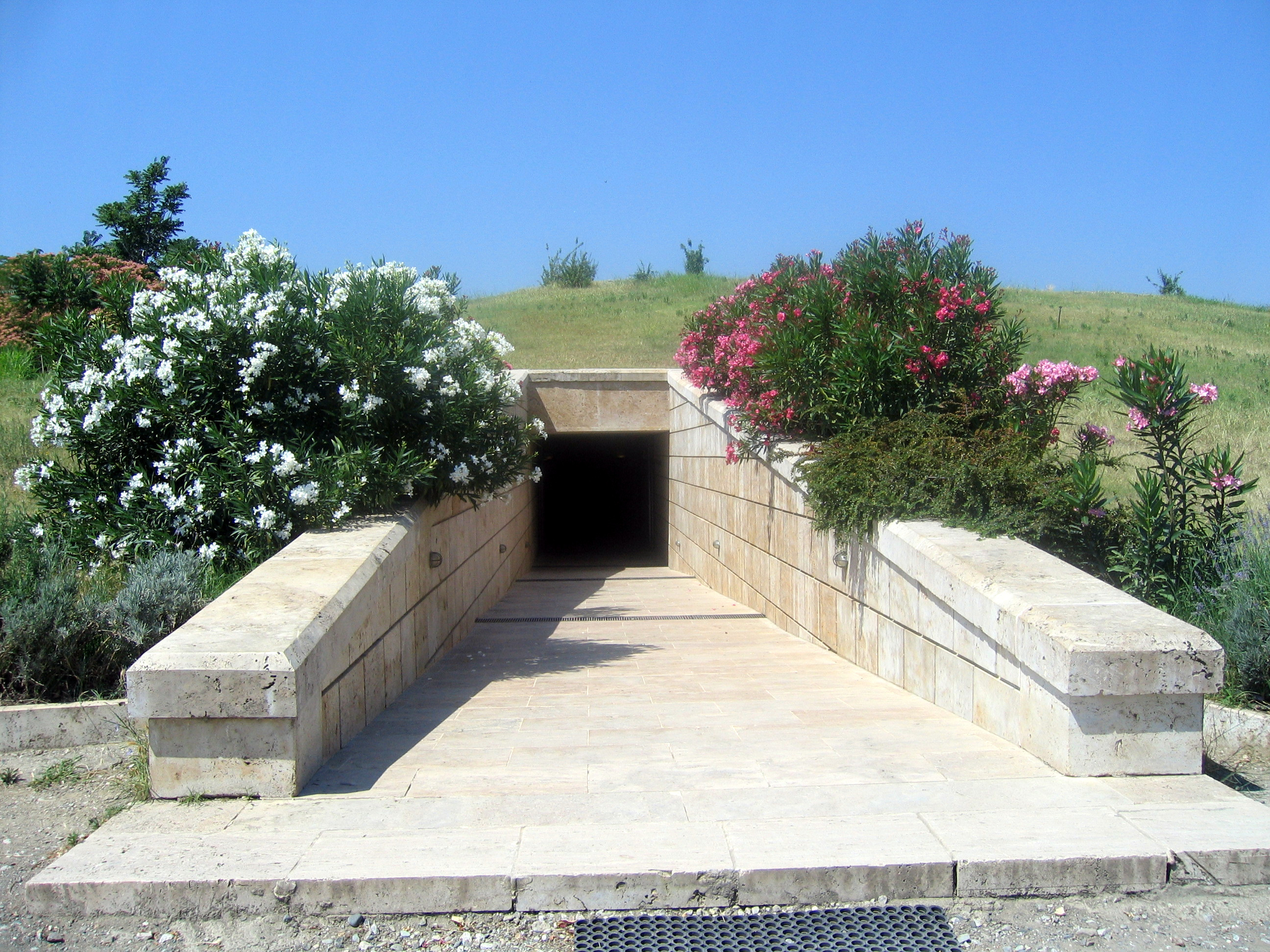
Wergina – wejście do grobowców

Zabójcą okazał się młody gwardzista imieniem Pauzaniasz. Źródła antyczne są zgodne, iż kierowały nim głównie motywy osobiste. W młodości Pauzaniasz był kochankiem Filipa. Gdy Filip zainteresował się innym Pauzaniaszem, młodym chłopcem królewskim (paziem), ten zaczął dokuczać nowemu faworytowi króla. Chłopiec zwierzył się swojemu przyjacielowi Attalosowi, że chce popełnić samobójstwo. Kilka dni później chłopiec istotnie zginął zasłaniając Filipa w czasie bitwy przed nadlatującym pociskiem. Chcąc się zemścić za śmierć przyjaciela Attalos zaprosił Pauzaniasza na ucztę. Na miejscu spił mężczyznę do nieprzytomności, następnie szydząc z niego zgwałcił na oczach wszystkich obecnych, po nim to samo uczynili jego przyjaciele. Później oddał go swoim stajennym, którzy nie tylko go zgwałcili, ale także dotkliwie pobili. Pauzaniasz następnego dnia poskarżył się na Attalosa Filipowi. Choć król był szczerze oburzony zachowaniem Attalosa, to jednak nie powziął żadnych kroków przeciw niemu. Filip nie mógł pozwolić sobie na stratę tak wyśmienitego i lojalnego generała, jakim był Attalos, w przeddzień inwazji na Persję. Przez dłuższy czas zbywał Pauzaniasza obietnicami, że zajmie się sprawą, starał się również przekupić mężczyznę prezentami i wysokimi stanowiskami. Pauzaniasz zachował jednak urazę do Attalosa i Filipa.

Pośpiesznie zebrano z najbliższych okolic wszystkich obywateli, by mogło odbyć się zgromadzenie Macedończyków. Zajęło się ono sprawą sukcesji po Filipie, a także sądem nad jego zabójcami. Następcą Filipa wybrano Aleksandra, on też występował przed zgromadzeniem w charakterze oskarżyciela. Szybko odkryto osobiste motywy działania Pauzaniasza, podejrzewano jednak, że był on jedynie narzędziem w rękach spiskowców. Uważano także, że samych zabójców było więcej, gdyż Pauzaniasz uciekał nie do jednego konia, lecz do kilku koni przygotowanych do ucieczki. Najwyraźniej w swoim zdenerwowaniu uderzył zbyt wcześnie lub też pozostałym zabójcom zabrakło odwagi. W czasie obrad zgromadzenia ciała Filipa i Pauzaniasza leżały w teatrze tak, by władca był świadkiem procesu. Zgromadzenie postanowiło stracić Hermogenesa i Arrabajosa – synów Aeroposa, trzeci z braci, Aleksander Linkestes został uniewinniony na prośbę Aleksandra, zgodnie z obyczajem zgładzono także trzech synów Pauzaniasza oraz wróża, który źle odczytał tego dnia znaki. Zabity został także Amyntas, bratanek Filipa posądzony o udział w spisku. Uniewinniono natomiast pozostałych gwardzistów przebywających wraz z Filipem w teatrze.

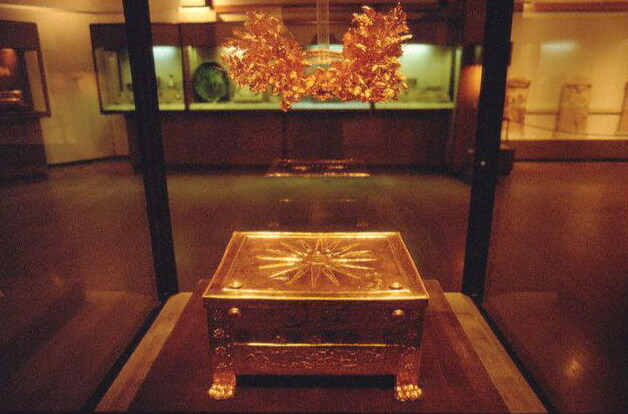
Złota skrzynka ze szczątkami, znaleziona w grobowcu Filipa

#### Pogrzeb
Podczas pogrzebu odbyła się zbrojna defilada, która przemaszerowała przed martwym ciałem Filipa. Przygotowano wielki stos drewna, przy którym zgładzono synów Aeroposa oraz konie, do których uciekał Pauzaniasz. Broń oraz końskie uprzęże złożono przy ciele Filipa. Leżało tam także ciało jednej z jego żon. Po uroczystej kremacji prochy króla i królowej umieszczono w dwóch oddzielnych złotych skrzynkach. Szczątki złożono w niedokończonym jeszcze grobowcu, a u jego fasady umieszczono przybite do deski ciało Pauzaniasza. Po zakończeniu obrządku zdjęto, a następnie spalono ciało zabójcy, a miejsce gdzie wisiało oczyszczono ogniem. Ciała dwóch zabitych synów Aeroposa wrzucono do ziemi, a nad grobowcem usypano kopiec z czerwonej ziemi.

## Żony i potomkowie Filipa
Oprócz wymienionych męskich potomków Filip miał jeszcze przynajmniej dwóch synów nieznanych z imienia, którzy zmarli przed ojcem.
1. Eurydyka II (Audata)
- Kynane – żona Amyntasa, bratanka Filipa
  - Eurydyka III – żona Filipa Arridajosa

2. Fila
3. Filinna (przez niektórych historyków uznawana za nałożnicę Filipa)
- Arridajos

4. Olimpias
- Aleksander III
  - Herakles[55] (nieślubny syn z Barsine)
  - Nieznane dziecko (umarło w wieku niemowlęcym)
  - Aleksander IV
- Kleopatra – żona Aleksandra I, brata Olimpias.
  - Neoptolemos II

5. Nikesipolis (przez niektórych historyków uznawana za nałożnicę Filipa)
- Tessalonika – żona Kassandra.
  - Aleksander V
  - Filip IV
  - Antypater I

6. Meda
7. Nieznana – księżniczka scytyjska.
8. Kleopatra Eurydyka
- Europa
- Karanos

## Obiekty nazwane na cześć Filipa
- Arena Narodowa „Filip II Macedoński” (nazwa obowiązywała do 2019 roku)